# Alps Hockey League
Alps Hockey League är en internationell ishockeyliga bildad 2016, genom sammanslagning av Serie A och Inter-National League. Säsongen 2016/2017 bestod ligan av 16 lag från Italien, Österrike och Slovenien.